# Strubesche Stiftung

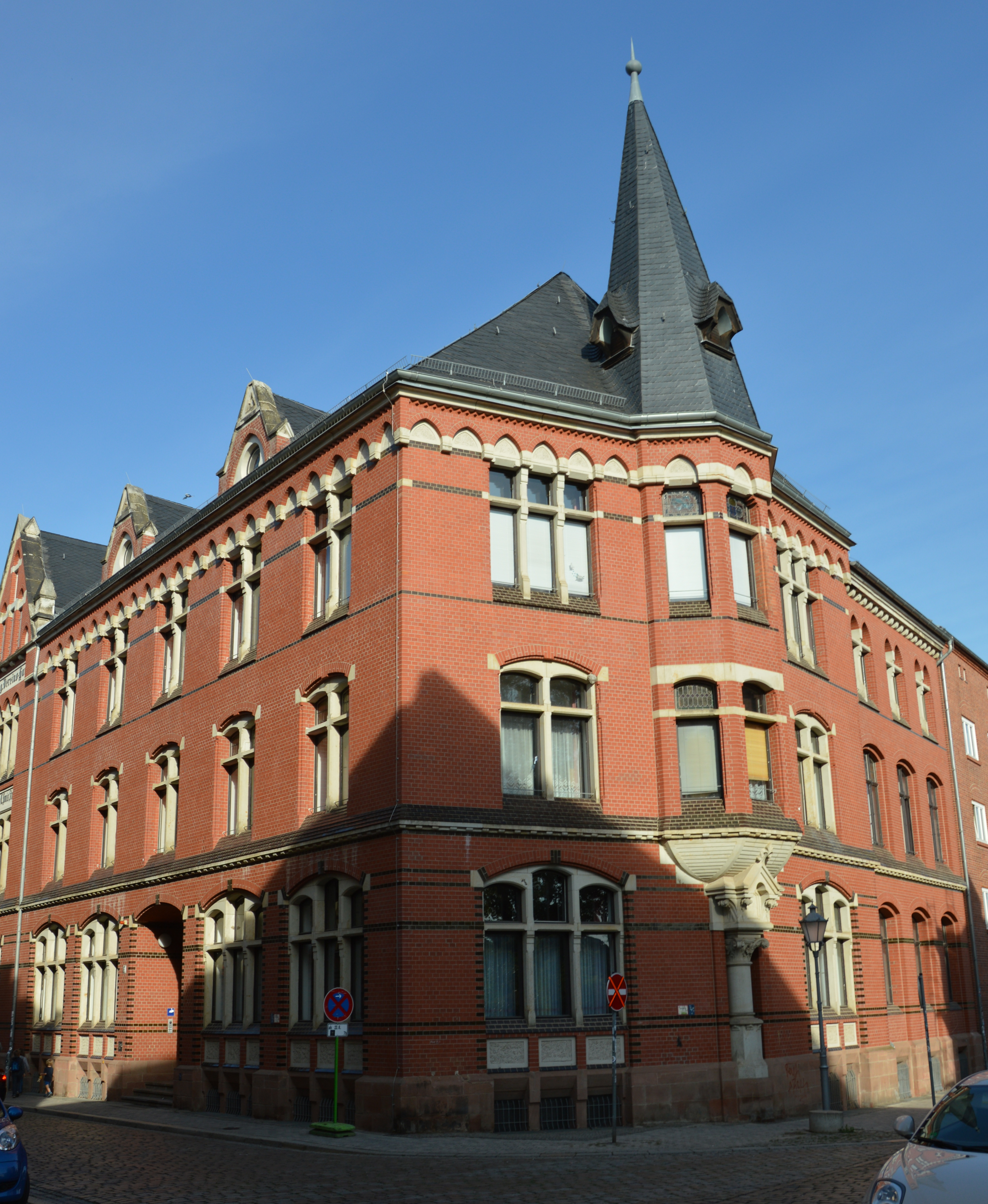
Strubesche Stiftung, 2016

Die Strubesche Stiftung, auch Strubestift, ist ein denkmalgeschütztes Gebäude in Magdeburg in Sachsen-Anhalt.

## Lage
Es steht in einer das Straßenbild prägenden Ecklage an der Einmündung der Basedowstraße in die Klosterbergestraße im Magdeburger Stadtteil Buckau, die offizielle Adresse lautet Basedowstraße 15/17.

## Architektur und Geschichte
Der Bau wurde von 1890 bis 1892 nach einem Entwurf des kommunalen Baubeamten Reinhold Beer als evangelisches Vereinshaus errichtet. Finanziert wurde das Gebäude aus einer Stiftung des Buckauer Maschinenbau-Unternehmers C. Louis Strube, woraus sich der bis heute gebräuchliche Name ergibt.
Es entstand ein großes dreigeschossiges aus Backstein-Mauerwerk errichtetes Gebäude im Stil der Neugotik. Gliedernde Elemente sind aus Sandstein gefertigt. Die großen Segmentbogen-Fenster besitzen Kreuzstöcke aus Sandstein. Am Gesims verläuft auf Sandsteinkonsolen ein Spitzbogenfries. Nach Osten zur Klosterbergestraße hin tritt die Gebäudeecke polygonal zurück. An dieser Stelle dominiert ein polygonaler Turmerker mit einem hohen spitz zulaufendem Helm das Erscheinungsbild des Hauses. Der Erker ruht auf einer prächtig gestalteten Säule. Auf dem Dach des Hauses sind mit Spitzbogenblenden versehene Zwerchgiebel angeordnet.
Das Haus sollte der Unterstützung sozial bedürftiger Bevölkerungsschichten in dem Arbeiterviertel dienen und wurde als Evangelisches Vereinshaus der Strubestiftung genutzt. So waren im Haus eine große Volksküche und ein Speisesaal untergebracht. Im zweiten Ober- und im Dachgeschoss befindet sich ein großer von einem Tonnengewölbe überspannter Versammlungssaal. Er diente sowohl religiösen als auch weltlichen Veranstaltungen und hat einen kleinen polygonalen Chor.
Am 1. Juni 1946 wurde in dem Gebäude das Fachkrankenhaus für Nervenleiden des evangelischen Kirchenkreises Magdeburg eröffnet. Zunächst wurde in dem im Zweiten Weltkrieg durch Bomben beschädigten Haus auf Initiative der Evangelischen Frauenhilfe ein Hilfskrankenhaus eingerichtet. Die ersten Patienten 1946 waren heimatlose Heimkehrer, die bis dahin menschenunwürdig in einem Luftschutzbunker untergebracht waren, dort aber nicht bleiben konnten, da eine Sprengung des Bunkers beabsichtigt war. Die Versorgung im Strubestift war zunächst behelfsmäßig. Die Fenster waren verbrettert, ein Tisch grob zusammengezimmert. Als Medikamente wurde auf Reste von Ärztemustern zurückgegriffen. Geschirr wurde durch Sachspenden zusammengetragen. Aus den Anfängen entwickelte sich das Fachkrankenhaus.
Ärztlicher Leiter war seit 1946 Dr. med. Fritz Winter, der von der Frauenhilfe angesprochen worden war. Als Träger wurde die Evangelische Frauenhilfe von einem Kuratorium kirchlicher Ratgeber und Helfer und schließlich vom Kirchenkreis abgelöst. Durchschnittlich wurden 90 Patienten behandelt. Zum 10-jährigen Bestehen wurde am 1. Juni 1956 eine Festschrift veröffentlicht. Im Volksmund hieß die Klinik weiterhin Strubestift.
Im Jahr 2023 wurde das Haus durch die Magdeburger Stadtverwaltung genutzt.
Das Haus gilt als sozialhistorisch bedeutsames Beispiel einer privat finanzierten Sozialeinrichtung aus der Phase der Hochindustrialisierung in Deutschland. Beachtenswert sind die an kirchliche Architektur erinnernde Gestaltung, die durch den Zweck der Stiftung nahegelegt war.
Nach der Liste der Kulturdenkmale in Buckau ist das Vereinshaus unter der Erfassungsnummer 094 17774 als Baudenkmal verzeichnet.